# Ламисио
Ламисио (Lamissio, Laiamicho) е крал на лангобардите.

## Управление
През 439 г.(?), след като българите (vulgares) убиват крал Агелмунд и отвличат дъщеря му, която трябвало да бъде негова наследница, лангобардите избират още на бойното поле Ламисио, намерено и осиновено дете, за крал. Новоизбраният крал Ламисио отмъщава за баща си и побеждава след това българите в една страшна битка.
Наследник на трона му е Летук.
След доста години в завоюваната страна лангобардите се оттеглят през 489 г. в страната на ругите, Долна Австрия, на север от Дунав.